# Joachim (Pommern)
Joachim, auch Joachim der Jüngere (* nach 1424; † 22. September 1451) war Herzog von Pommern-Stettin aus dem Greifenhaus.

## Leben
Joachim der Jüngere war der zweite Sohn von Herzog Kasimir V., der das Teilherzogtum Pommern-Stettin regierte, und seiner Gattin Katharina von Braunschweig-Lüneburg, einer Tochter von Herzog Bernhard I. von Braunschweig-Lüneburg. Seine Eltern hatten wohl einen ersten Sohn namens Joachim gehabt und ihrem nach dessen frühen Tod geborenen zweiten Sohn denselben Namen gegeben.
Joachim wurde bereits als kleines Kind 1427 mit Barbara von Brandenburg verlobt, einer Tochter des Markgrafen Johann von Brandenburg. Die Ehe kam aber nicht zustande; Barbara heiratete im Jahre 1433 den Markgrafen Ludovico III. Gonzaga von Mantua. Joachim heiratete im Jahr 1437 Barbaras jüngere Schwester Elisabeth von Brandenburg. Aus der Ehe ging der Sohn Otto III. hervor.
Herzog Joachim kam noch als Kind im Jahre 1435 nach dem Tod seines Vaters Kasimir V. zur Herrschaft in Pommern-Stettin. Er war stets mit Brandenburg verbunden und nahm auch am Krieg gegen Mecklenburg 1440 teil. Als Friedrich II. Markgraf wurde, verlangten er von Pommern-Stettin die Abtretung der eroberten Uckermark. Daraufhin kam es in Pasewalk zum Kampf, jedoch verloren die Brandenburger. Am 3. Mai 1448 wurde ein Frieden geschlossen. Die Brandenburger gaben ihren Anspruch auf Pasewalk auf, jedoch sollte nach dem Aussterben der Greifendynastie die Stadt an Brandenburg fallen. 
Im Jahr 1442 vergab er der Stadt Neuwarp weitere Privilegien.
Herzog Joachim starb am 22. September 1451. Er wurde in der Ottenkirche in Stettin bestattet. Seine Witwe Elisabeth von Brandenburg heiratete Herzog Wartislaw X. von Pommern-Wolgast. Der junge Otto III., Erbe von Pommern-Stettin, kam zur Erziehung an den Hof des Kurfürsten Friedrich II. von Brandenburg, seines Vormunds und Onkels.